# Франклин (титла)
Вижте пояснителната страница за други значения на Франклин.
Терминът франклин обозначава член на социална прослойка или ранг в Англия за периода от XII до XV в. За времето, когато в употреба е Средният английски, франклин е бил наричан всеки фрийман, т.е. човек, който не е слуга или вилан, което означава, че той не е прикрепен към земя и не е в зависимост от представител на нобилитета, който притежава тази земя.
Значението на думата франклин означава също фрийхолдър, т.е. този който има права върху недвижима собственост. През XIV и XV в. франклин е „титла на представител на съсловието на собственици на земя, стояща непосредствено под тази на джентри“.
Франклин е и един от героите на произведението на Джефри Чосър „Кентърбърийски разкази“.